# CPK公钥
CPK公钥（CPK：Combined Public Key），又称组合公钥，是一种基于标识的非对称公众密钥管理体制，依据椭圆曲线密码构建公钥和私钥矩阵，是世界首个能同时支持数字签名和密钥交换的标识密码体制。:272
CPK技术能够通过微小的生成矩阵产生近乎无限的密钥，不仅解决了密钥管理中的规模化难题，还取代了庞大在线数据库的支持。此外，CPK技术通过“映射算法”自动建立标识与密钥的对应，因此也不需要第三方证明。CPK公钥体制已达成芯片级实现，成本仅是其它系统的几十分之一。

## 历史
1984年，以色列密码学家沙米尔最早提出基于标识的数字签名方案，并预测了密钥交换算法的存在性。1997年，南相浩通过基于RSA的多重公钥算法LPK初步实现了基于标识的密钥分发。1999年，他提出了CPK公钥（CPK：Combined Public Key组合公钥）加密算法，2003年在信息保密专业年会上公布。这是世界首个能同时支持数字签名和密钥交换的标识密码体制。2006年，CPK公钥在中国获得专利。
2003年，组合公钥（CPK）体制标准 V1.0在《网络安全技术概要》一书中公布。2011年，CPK被列入中华人民共和国国家五部委《当前优先发展的高技术产业化重点领域指南（2011年度）》。2013年，CPK组合公钥体制 v8.0公布。此后，CPK组合公钥体制 v8.0开始被应用于数字人民币:50-62。

## 与PKI和IBE的比较
基于PKI（Public Key Infrastructure）技术的认证是通过第三方证明的间接证明，不基于标识体制，因此运行效率低，处理能力差。基于IBE（Identity Based Encryption）算法的认证基于标识体制，不依赖第三方证明。不過IBE的数字签名和密钥交换采用的是不同的运行体制，需要在线密钥服务器的支持。
CPK与IBE一樣基于标识体制，不需要第三方证明。CPK的数字签名和密钥交换是同一运行体制，只需少量公共参数，因此CPK優於IBE，不需要在线密钥服务器的支持。